# 梶浦昭友
梶浦 昭友（かじうら あきとも、1953年1月10日 - ）は、日本の会計学者。愛知県出身。財務分析、とりわけ生産性分析が専門である。関西学院大学商学部名誉教授。

ゼミ生や教授会メンバー等からは親しみを込めて「梶さん」と呼ばれる。好きな食べ物はスイカと梨。好きなプロ野球球団は阪神タイガース。

## 経歴
- 1971年4月　関西学院大学商学部入学。
- 1975年3月　関西学院大学商学部卒業。
- 1977年3月　関西学院大学商学研究科博士課程前期課程修了。
- 1980年3月　関西学院大学商学研究科博士課程後期課程単位取得退学。
- 1981年4月　関西学院大学商学部専任講師。
- 1985年4月　関西学院大学商学部助教授
- 1991年4月　関西学院大学商学部教授。
- 1997年3月　著書『企業社会分析会計（増補第２版）』により、関西学院大学より商学博士の学位を授与される。
- 2006年4月　関西学院大学商学部長に就任（2008年3月まで）。
- 2021年3月　関西学院大学定年退職。同名誉教授。

この間、甲子園大学、関西大学でも非常勤講師を務める。

## 著書・訳書
- 『会計情報分析の理論と実際』（平松一夫・木本圭一と共著）（東京経済情報、1991年4月。）
- 『企業社会分析会計』（単著）（中央経済社、 1991年4月。1996年（増補第２版））
- S.H,ペンマン著『財務諸表分析と証券評価』（井上達男・杉本徳栄と共訳）（白桃書房、2005年4月）
- 『生産性向上と雇用問題　生産性三原則へのアプローチ』（西村智・根岸紳・福井幸男と共著）（関西学院大学出版会、 2010年12月）
- 梶浦昭友編『生産性向上の理論と実践』（関西学院大学産研叢書)（中央経済社、2016年3月）

その他共著・論文が多数あり。